# Trevejo
Trevejo es una localidad española del municipio de Villamiel, perteneciente a la provincia de Cáceres, en la comunidad autónoma de Extremadura.

## Historia

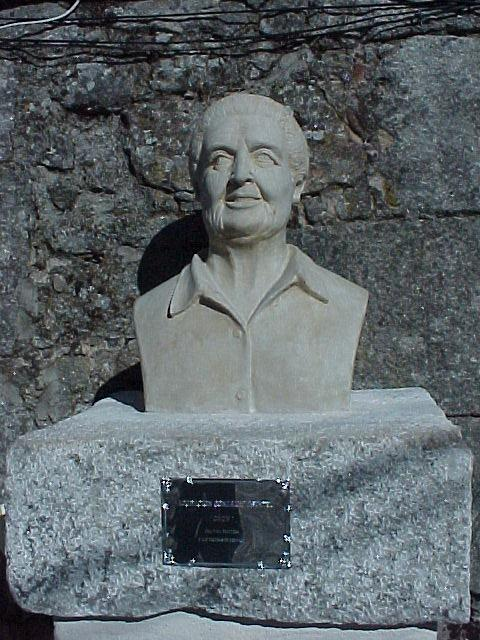
Monumento de homenaje a la "Alcaldesa de Trevejo"

Los musulmanes, para defenderse de los ataques cristianos en la Reconquista, crearon en la sierra de Gata una serie de fortalezas en el siglo ix, entre las cuales se encontraba la de Trevejo. Tras la Reconquista, los leoneses encontraron unas tierras semidesérticas, encargándose las órdenes militares de repoblar la zona. La sierra fue dividida en tres encomiendas: Salvaleón (Orden de Alcántara), Trevejo (Orden de Hospitalarios) y Santibáñez (Orden de Alcántara).
Trevejo y Eljas fueron tomadas posteriormente por el temido Capitán Centeno, que impuso su autoridad en la sierra desde su castillo de Rapapelo, en Eljas. El actual castillo de Trevejo, debió de construirse a mediados de este siglo xv, sobre cimientos de una base primitiva. Como consecuencia de los daños producidos por la guerra de sucesión española, se hicieron reformas en el siglo xviii en el castillo de Trevejo, que aún tenía guarnición, nombrándose en 1789 el último comendador de Trevejo.
A mediados del siglo XIX, la villa, por entonces con ayuntamiento propio, tenía contabilizada una población de 547 habitantes. Aparece descrita en el decimoquinto volumen del Diccionario geográfico-estadístico-histórico de España y sus posesiones de Ultramar de Pascual Madoz, donde se la describe de la siguiente manera: 

TREVEJO: v. con ayunt. en la prov. y aud. terr. de Cáceres (16 leg.), part. jud. de Hoyos (1), dióc. de Ciudad-Rodrigo (9), c. g. de Estremadura (Badajoz 30). sit. en un cerro que se eleva casi perpendicular en uno de los valles que forman las sierras de Gata; es de clima templado; reinan los vientos N. y S. y se padecen intermitentes y catarrales. Tiene 69 casas; en los afueras, 200 pasos al O., la igl. parr. (San Juan Bautista) con curato de entrada y provision apostólica y ordinaria; á su inmediacion un fuerte cast. de piedra sillar de 32 varas de altura y en estado ruinoso: en una de sus habitaciones bajas hay una portada que comunica á un largo subterráneo llamado Lapa de la Sierpe, el cual tiene su salida al E. de la v., despues de haber cruzado por debajo de ella, y al mismo lado una ermita pequeña. Se surte de aguas potables en 2 fuentes, una dentro de la v. y otra fuera de ella, ambas de buena calidad. Confina el térm. por N. con el de Villamiel; E. Hoyos y Acebo; S. Cilleros; O. San Martin y Valverde, á dist. de 1/2 leg. á 1 y comprende de 13 á 14,000 fan. de tierra, pertenecientes en su mayor parte á los vec. de los pueblos inmediatos. Le baña uña rivera, que toma el nombre del pueblo y da movimiento á varios lagares de aceite. El terreno es escabroso, de valle y sierras, y de mediana calidad: los caminos vecinales: el correo se recibe en Perales por balijero dos veces á la semana. prod.: vino, centeno, castañas, lino, fruta, legumbres y aceite. pobl.: 100 vec., 547 alm. cap. prod.: 315,640 rs. imp.: 25,211. contr.: 3,517 rs.; 26 maravedis.
En el cast. de esta v. sostuvo el Gobierno un destacamento de inválidos hasta fines del siglo pasado, que lo abandonó, quedando á la intemperie.
(Madoz, 1849, p. 152)

En 1859, Trevejo pasó a depender de Villamiel. El castillo ya se encontraba entonces en ruinas.

## Demografía
| Gráfica de evolución demográfica de Trevejo entre 1842 y 1930 |
| |
| Población de derecho según los censos de población del INE Población de hecho según los censos de población del INEEntre el censo de 1860 y el anterior, este municipio desaparece porque se integra en el municipio Villamiel. Entre el censo de 1930 y el anterior, aparece este municipio porque se segrega del municipio Villamiel. Entre el censo de 1940 y el anterior, este municipio desaparece porque se integra en el municipio Villamiel. |

## Patrimonio

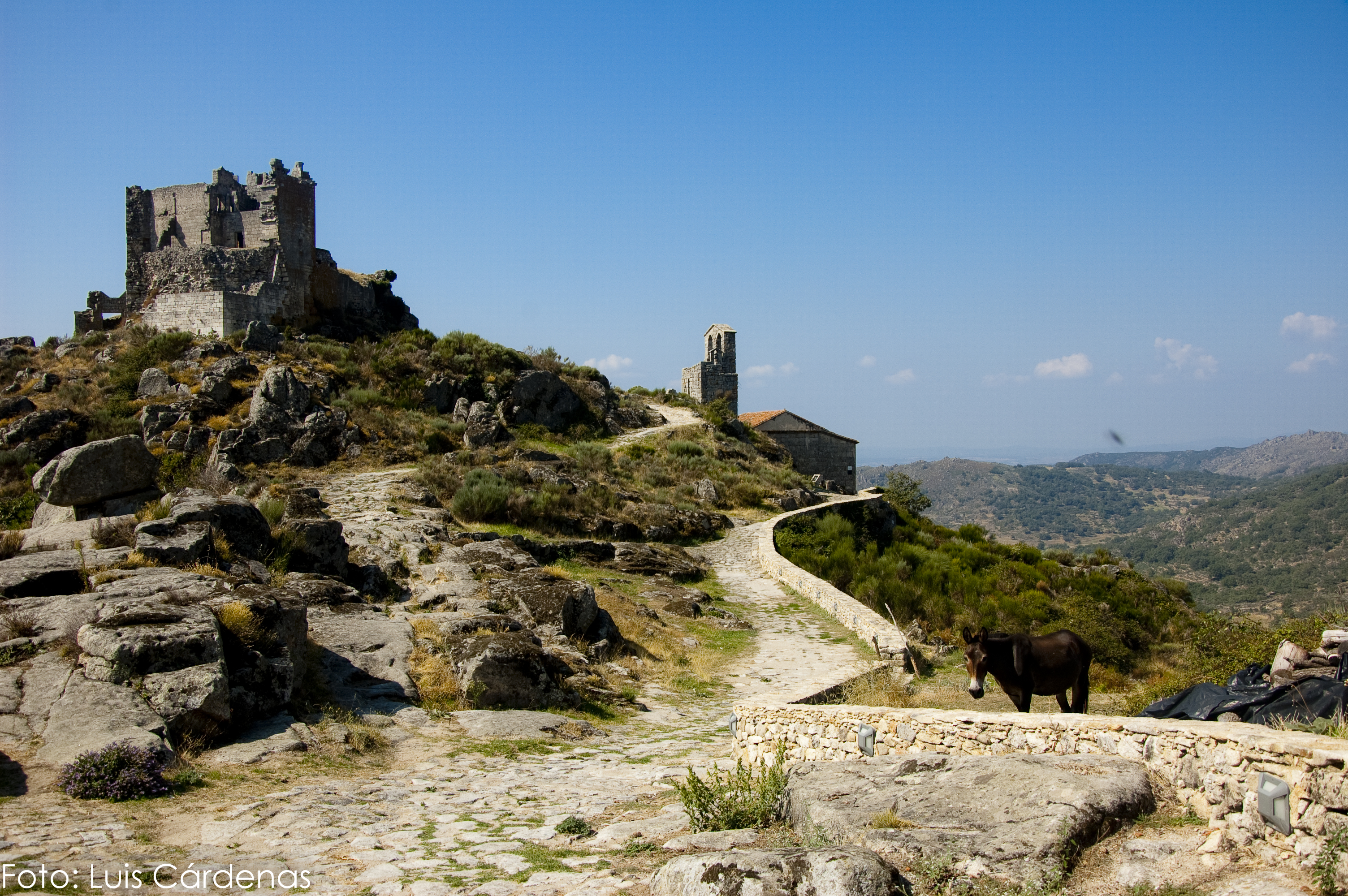
Castillo de Trevejo

Trevejo está declarado de Interés Turístico por reunir las siguientes características: arquitectura típica de la zona, bien conservada; ubicación estratégica desde donde se contempla toda la comarca y las sierras de Garduño, Albilla, San Pedro y Cachaza, ruinas del castillo de Trevejo del siglo XV perteneciente a la Orden de San Juan de Jerusalén y de origen posiblemente musulmán (siglo XII, iglesia de San Juan con tumbas antropomórficas excavadas en roca granítica.
Es destacable la labor de preservación y promoción que ha llevado a cabo Adoración González Estévez, popularmente conocida como «Chon» desde su cargo como alcaldesa pedánea. Una placa y un busto de granito situado junto a su casa dan fe de ello.
Trevejo pasa a formar parte de la asociación Los Pueblos Más Bonitos de España en el año 2024 y a tener la catalogación como Uno de los Pueblos más bonitos de España. 

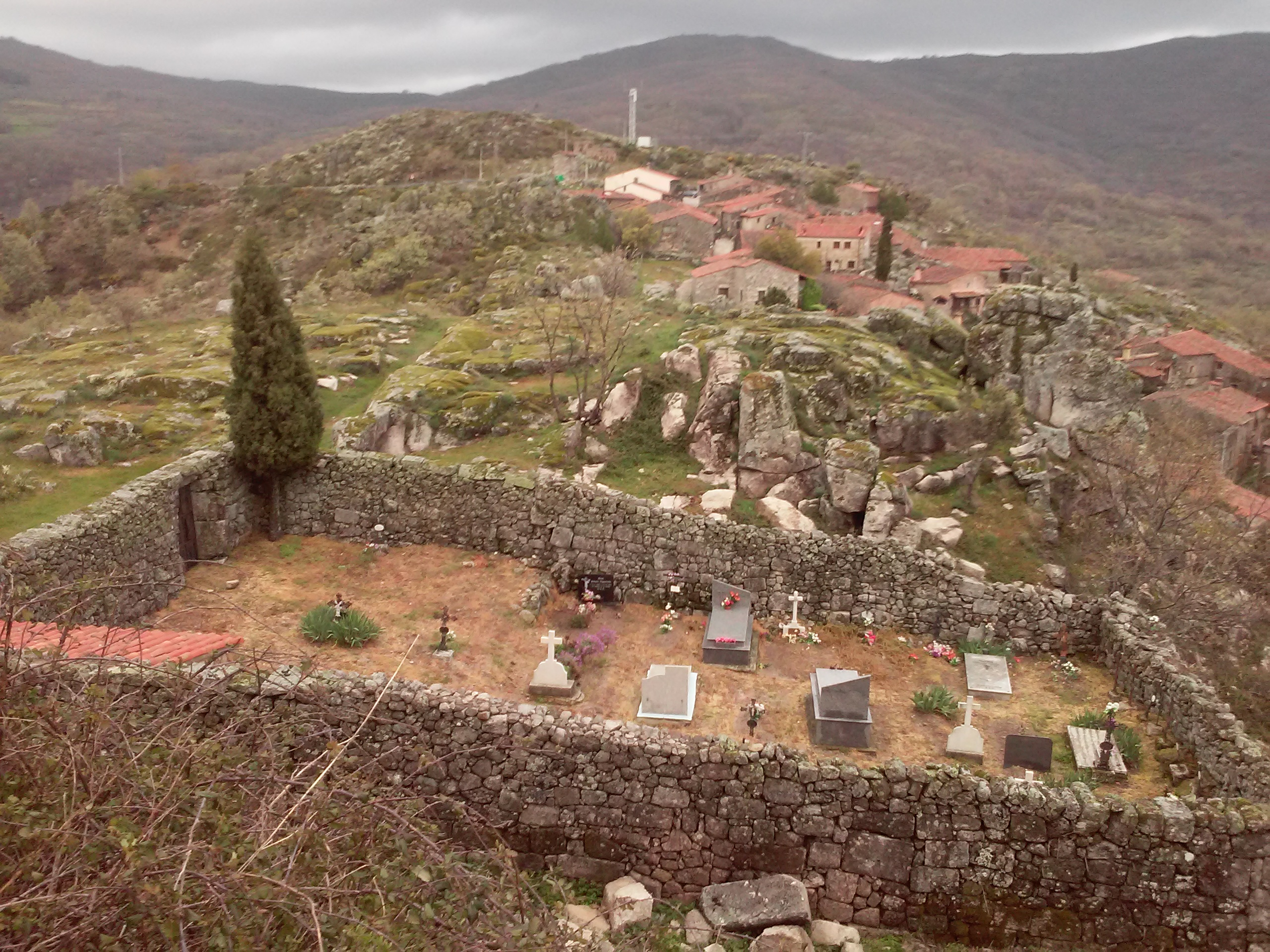
Trevejo desde el castillo